# فاولکتون (داکوتای جنوبی)
فاولکتون(به انگلیسی: Faulkton) شهری در ایالت داکوتای جنوبی کشور ایالات متحده آمریکا است که جمعیت آن در سرشماری سال ۲۰۱۰ میلادی، ۷۳۶ نفر بوده‌است.